# 大野哲男
大野 哲男（おおの てつお、1948年1月26日 - ）は、日本の実業家。クラリアントジャパン社長。青山学院大学理工学部化学科卒。岐阜県出身。

## 略歴
1948年1月26日に、岐阜県で生まれる。青山学院大学卒業後、ヘキストジャパンに入社。1995年に顔料・添加剤事業部営業部長を務める。1997年7月にクラリアントジャパンとヘキストジャパンの化成品部門が統合されたことにより、クラリアントジャパンへ移籍する。クラリアントジャパンにおいて、顔料・添加剤事業部営業部長、顔料・添加剤事業部事業部長などを経て、2003年に執行役員、2007年には取締役になる。そして、2008年1月に代表取締役社長に就任する。